# Isla de Aogashima
Aogashima (青ヶ島 Aogashima?) es una isla volcánica japonesa, la más meridional y aislada del archipiélago Izu. Se encuentra en el mar de Filipinas, al este del archipiélago homónimo, en el extremo norte de Micronesia, a 358 kilómetros al sur de Tokio y a 64 kilómetros al sur de Hachijō-jima. Su área es de 8.75 km². Forma parte del Parque Nacional Fuji-Hakone-Izu. Su capital es la villa de Aogashima, la municipalidad más pequeña, por número de habitantes, del Japón.

## Geografía
Aogashima es de formación cuaternaria y está compuesta por los restos de cuatro calderas submarinas. Mide 3,5 km de largo con un ancho máximo de 2.5 km, rodeada de acantilados muy escarpados, formados por capas de depósitos volcánicos; la costa sur se eleva hasta una cresta afilada que forma un borde de una caldera llamada Ikenosawa (池之沢) con un diámetro de 1.5 km, esta caldera domina la isla, con su punto más alto, Otonbu (大凸部), cumbre de toda la isla, a 423 m s. n. m. Es destacable que el centro de Ikenosawa, está ocupado por un cono secundario llamado Maruyama (丸山).
Considerado como un volcán activo de Clase C por la Agencia Meteorológica de Japón, la última erupción de Aogashima tuvo lugar durante un período de cuatro años entre 1781 y 1785.

## Historia
Es poco lo que se conoce sobre la historia de la isla. Se la menciona en registros del período Edo, que se conservan en Hachijō-jima. En ellos se registra su actividad volcánica en 1652 y, posteriormente, desde 1670 hasta 1680. Nuevamente se mencionan terremotos en julio de 1780, seguidos por la erupción de vapor en los lagos de la caldera de Ikenosawa. Un nuevo terremoto provocó la gran erupción de mayo de 1781, cuyos flujos de lava de abril de 1783, determinaron la evacuación de los más de trescientos habitantes de la isla, de los cuales pereció cerca de la mitad.
Aogashima se convirtió en una isla deshabitada hasta 1835, fecha en la cual Jirodayu Sasaki y otros evacuados y sus descendientes decidieron el retorno a la isla. En aquel momento la población era de unas 240 personas, que alcanzaron su máximo en 1889, con 754. Sin embargo, cuando los barcos con destino a Ogasawara comenzaron a hacer escala en Aogashima, comenzó la emigración. En 1903, se estableció una línea regular de transportes a Aogashima, con lo cual comenzó un intercambio con el resto del Japón y el desarrollo de la isla. En 1940 fue reconocida como villa, con una población de 407 habitantes.